# Niko Pirosmanishvili
Niko Pirosmanishvili è un documentario del 1961 diretto da Giorgi Shengelaya e basato sulla vita del pittore georgiano Niko Pirosmani.